# Ihlefeld (Wüstung)
Ihlefeld war eine Kleinsiedlung auf dem Kamm des Hainich und gehört zur Gemarkung Mülverstedt der Gemeinde Unstrut-Hainich. Heute gehört sie zum Nationalpark Hainich.  An der Wegekreuzung des Rennstiegs mit dem Wanderweg Mülverstedt-Kammerforst befindet sich dort heute eine Schutzhütte, an der gelegentlich ein mobiler Imbiss anzutreffen ist.

## Lage

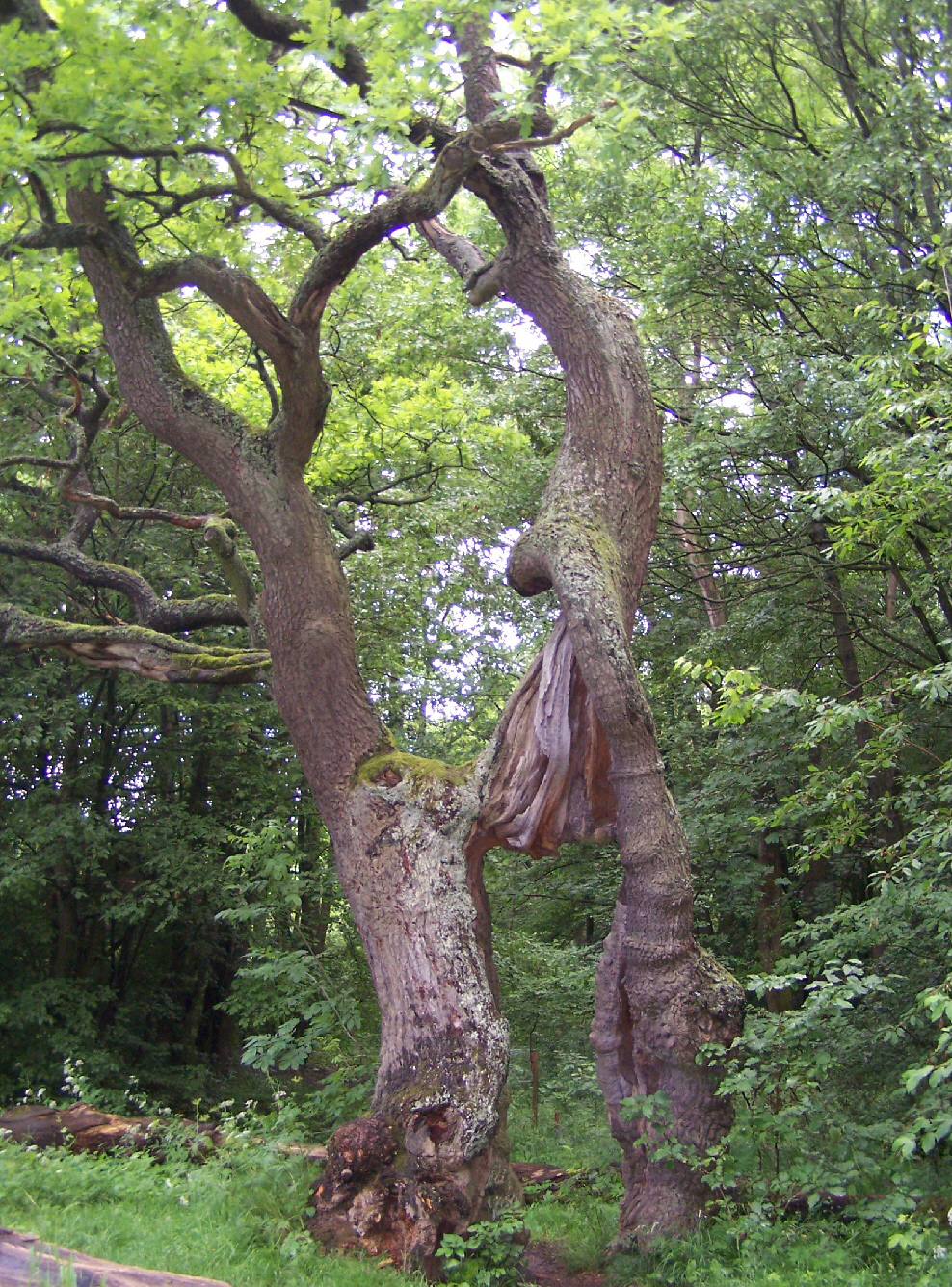
Die Betteleiche

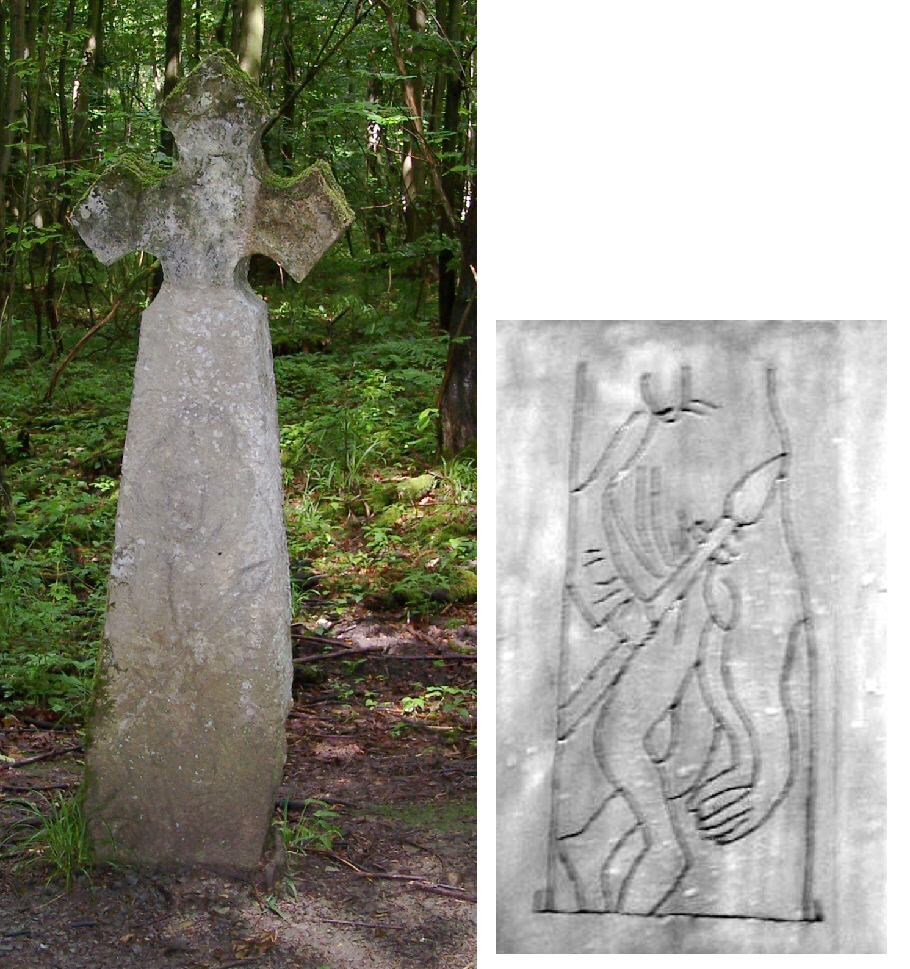
Das Ihlefelder Kreuz

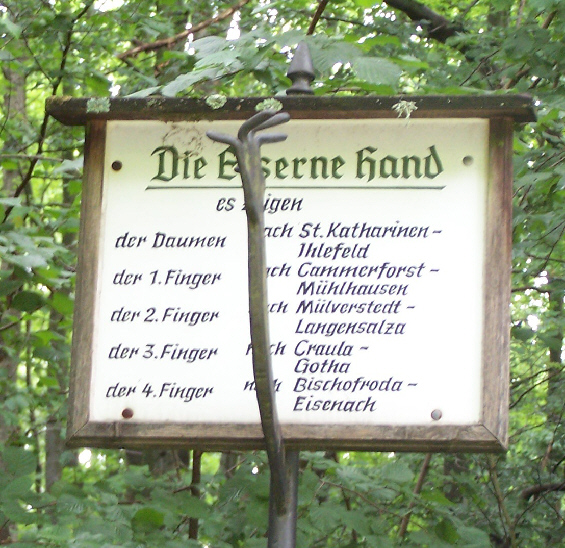
Die Eiserne Hand

Das Ihlefeld befindet sich auf dem Kamm des Hainich am Kreuzungspunkt mit einer alten Handelsstraße, die Mülverstedt und Flarchheim mit den westlichen Nachbarorten Mihla und Lauterbach verband. Die Wüstung ist als Rodungsinsel im Wald noch gut erkennbar, sie liegt in 440 m ü. NN.

## Geschichte
Das Ihlefeld gehört zu den wenigen Siedlungen, die auf dem Kamm des Hainich anzutreffen waren. Bereits seit dem Hochmittelalter bestand die Hohe Straße, sie verband die Orte östlich und westlich des Waldes. Auf Betreiben des Mainzer Erzbistums wurde seit dem 12. Jahrhundert im Hainich der Landesausbau vorangetrieben. Das führte auch zur Gründung des Ortes Bischofroda. 
Möglicherweise gab es auf dem Ihlefeld eine mönchische Einsiedelei, die heute anzutreffenden Flurnamen Mönchsfeld, Mönchsbrunnen, Siechenholz, Kirchberg und Walpertal weisen darauf hin. In der Nähe, wo die etwa zwölf Kilometer lange Hohe Straße über den Hainich den Rennstieg quert, befand sich eine Herberge der Kalandsbruderschaft des Heiligen Antonius, in der Händler und Reisende Quartier fanden. Diese ist mit den Flurnamen Antoniusherberge noch fassbar. Zur Zeit der Landgrafschaft Thüringen ab 1131 bis 1247 hatte der Ort auch eine strategische Bedeutung, da er halbwegs zwischen den landgräflichen Städten und Burgen Creuzburg, Thamsbrück, Langensalza und der Dryburg lag. In der Nähe, oberhalb von Kammerforst, wurde von den Thüringer Landgrafen eine Zollstation errichtet, die Flurbezeichnung "Zollgarten" weist noch darauf hin. 1443 erwarb das Eisenacher Katharinenkloster den Wirtschaftshof Ihlefeld. Ein weiterer Wirtschaftshof mit Namen Reckenbühl befand sich auf der Kammerforster Flur. Der Legende nach wurden auf der Freifläche von Adeligen der Umgebung (Ritter = Recken) Turniere veranstaltet.
Nach der Säkularisation gelangte der Forstbezirk und die Wirtschaftshöfe an die Herren von Hopffgarten, diese waren auch Burgherren der Burg Haineck und übten das Geleitrecht im Hainich aus.
Da die Antoniusherberge später wohl ein Unterschlupf für Räuber und Wegelagerer wurde, ist sie – örtlicher Überlieferung nach – schließlich von Bewohnern der umliegenden Hainichdörfer zerstört worden; dem letzten Wirt Viescheringk wurden auch Mordfälle zur Last gelegt.
Nach einem Großbrand durch Blitzeinschlag am 30. April 1826 mussten die Forsthäuser auf dem Ihlefeld neu errichtet werden. Es entstand ein moderner Gutshof mit angeschlossenem Forsthaus. 1931 wurde das Ihlefeld an einen Pächter verkauft. Nach der Enteignung 1945 wurden im Gut Ihlefeld Umsiedler und Flüchtlinge einquartiert, eine Konsum-Verkaufsstelle eingerichtet und zeitweise auch eine Schule und ein Kinderferienlager betrieben.
Wegen der Erweiterung des Schießplatzes Weberstedt durch die Nationale Volksarmee (NVA) musste dann 1964 das Ihlefeld geräumt werden. Die Gebäude der Siedlung Ihlefeld und des Vorwerks Reckenbühl wurden eingeebnet, Spuren der Gebäude sind noch vorhanden, auf dem Keller eines der Forsthäuser wurde nach 1990 eine Wanderhütte errichtet.

## Sehenswürdigkeiten

### Die Betteleiche
Die Betteleiche ist eine etwa 800-jährige Eiche, der markanteste Baum des Hainich am Hauptfahrweg vom Ihlefeld nach Mülverstedt. In einer kastenartigen Stammhöhlung soll sich in vorreformatorischer Zeit ein Bildstock befunden haben. Über die Jahrhunderte haben Verwitterung und Schädlinge aus der Nische einen heute mannshohen Durchgang durch den Stamm werden lassen. Die Betteleiche ist wegen ihres Alters und ihrer historischen Bedeutung als Natur- und Kulturdenkmal geschützt.

### Das Ihlefelder Kreuz
Das Ihlefelder Kreuz befindet sich nahe der Betteleiche am Hauptfahrweg nach Mülverstedt. Es erinnert an einen Jagdunfall mit einem Braunbären. Die auf der Vorderseite des Steins erkennbare Szene zeigt einen vom Schrecken erstarrten Jäger mit einem Jagdspieß in der Hand, der von einem auf den Hinterpfoten stehenden Bären angesprungen und niedergeworfen wird.

### Die eiserne Hand
An einer Wegekreuzung am Ihlefeld befand sich seit dem Mittelalter der markante Wegweiser Eiserne Hand. Er wurde 1554 in einem Bad Langensalzaer  Amtsbuch als Geländemarkierung erwähnt.
Man betrachtet eine Kopie, das Original wurde 1964 sichergestellt und am Schloss in Mülverstedt neu aufgestellt.